# Vauxhall Monaro

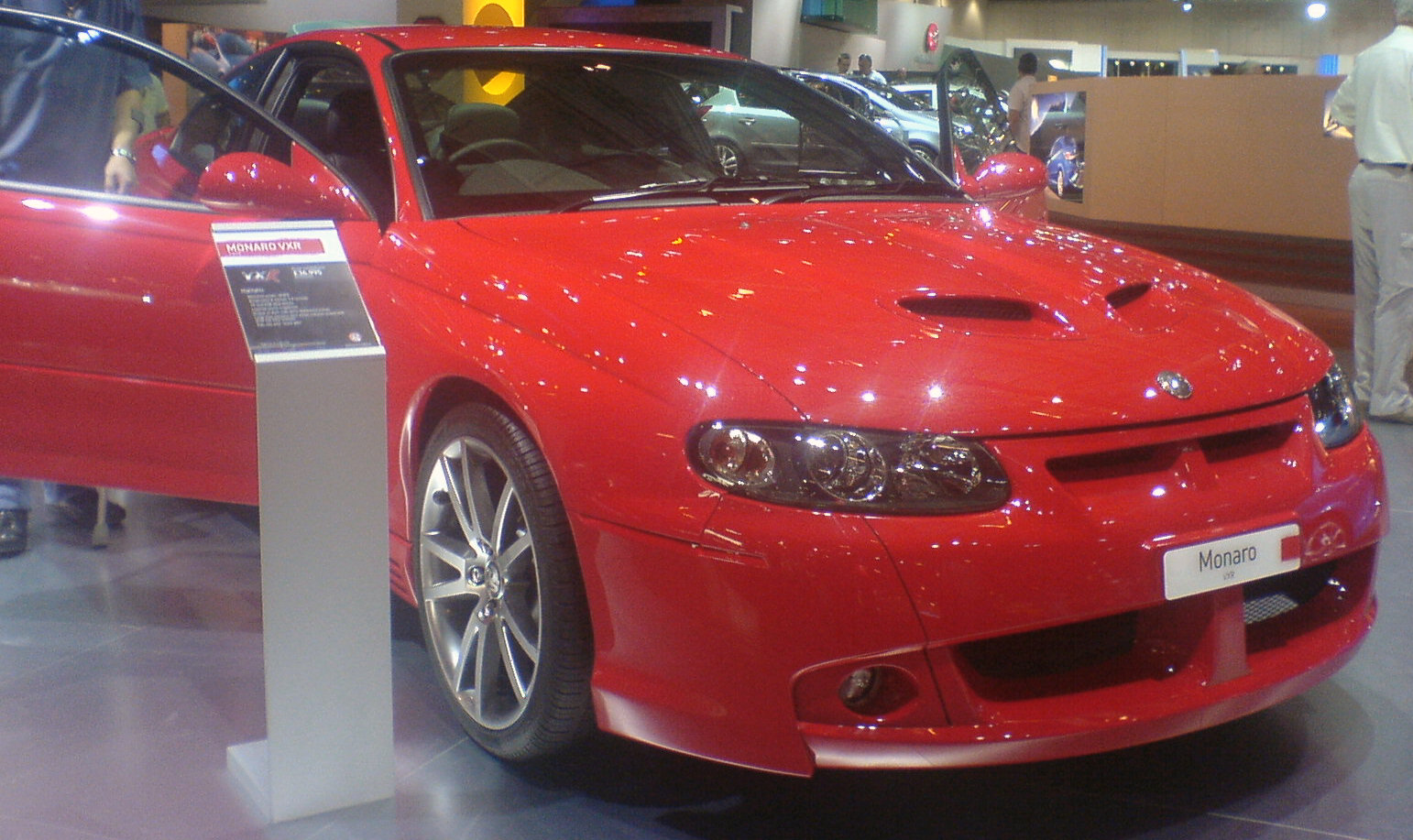
Der Vauxhall Monaro VXR

Der Vauxhall Monaro basiert auf der Holden-Limousine Commodore. Er ist ein den europäischen Verhältnissen leicht angepasster Holden Monaro aus Australien, dessen Motor aus der Corvette stammt. Obwohl nach EU-Normen zugelassen, wurde das Auto zwar in Großbritannien als Vauxhall, aber nicht auf dem europäischen Kontinent als Opel angeboten. Der Monaro wurde als Pontiac GTO in den USA, als Holden Monaro und als HSV Coupe in Australien und als Chevrolet Lumina Coupe in einigen Ländern des Nahen Ostens angeboten.
Die Produktion endete zur Jahresmitte 2006, die letzten Exemplare wurden allerdings als Pontiac verkauft. Der Vauxhall VXR8 kann trotz Limousinen-Karosserie als Nachfolger betrachtet werden.
Der Deutsche Kleinserienhersteller Erich Bitter (der nach den recht erfolgreichen Gran Turismos CD auf Opel Diplomat B und SC auf Opel Senator A Basis eine längere Durststrecke durchlief) versuchte 2003, auf Basis des Monaro/GTO ein neues Sportcoupé auf den Markt zu bringen. Der Name: Bitter CD2.

## Technische Daten
| Modell                                              | Monaro                               | Monaro V8                             | Monaro VXR                            | Monaro VXR 500                          |
| Motor                                               | V8, 16 Ventile, Leichtmetall         | V8, 16 Ventile, Leichtmetall          | V8, 16 Ventile, Leichtmetall          | V8 Kompressor, 16 Ventile, Leichtmetall |
| Hubraum                                             | 5.665 cm³                            | 5.667 cm³                             | 5.967 cm³                             | 5.967 cm³                               |
| maximale Leistung                                   | 326,4 hp (ca. 240 kW) bei 5600 min−1 | 357,68 hp (ca. 263 kW) bei 5800 min−1 | 405,28 hp (ca. 298 kW) bei 6000 min−1 | 507,28 hp (ca. 373 kW) bei 6400 min−1   |
| maximales Drehmoment                                | 500 Nm bei 4000 min−1                | 510 Nm bei 4800 min−1                 | 530 Nm bei 4400 min−1                 | 678 Nm bei 3200 min−1                   |
| Getriebe                                            | 6-Gang, manuell                      | 6-Gang, manuell                       | 6-Gang, manuell                       | 6-Gang, manuell                         |
| Höchstgeschwindigkeit (Herstellerangabe)            | 257 km/h                             | 274 km/h                              | 290 km/h                              | 298 km/h                                |
| Beschleunigungswerte 0–96,5 km/h (Herstellerangabe) | unter 6,0 s                          | 5,4 s                                 | 5,2 s                                 | 4,9 s                                   |
| Grundpreis                                          | £29,895 (ca. 41.200 €)               | £35,595 (ca. 49.000 €)                | £36,995 (ca. 51.000 €)                | £35,995 (ca. 49.500 €)                  |